# 존 캐러딘
존 캐러딘(John Carradine, 1906년 2월 5일 ~ 1988년 11월 27일)은 미국의 배우이다.

## 출연 작품
- 비키니 드라이브인 (1995)
- 잭코 (1995)
- 세기의 영화 (1994)
- 감옥선 (1988)
- 이블 스폰 (1987)
- 툼 (1986)
- 공포의 실로폰 (1986)
- 리벤지 (1986)
- 페기 수 결혼하다 (1986)
- 우주 해적선 (1984)
- 마우스 킹 (1982)
- 뜨거운 여인들 (1982)
- 프랑켄슈타인 아일랜드 (1981)
- 고리아스 어웨이트 (1981)
- 공포의 몬스터 클럽 (1981)
- 악령의 한 (1981)
- 하울링 (1981)
- 몬스터 (1979)
- 센티넬 (1977)
- 사탄의 치어리더 (1977)
- 테일 거너 조 (1977)
- 코필드의 크리스마스 기적 (1977)
- 마지막 우정 (1977)
- 악령의 숨소리 (1977)
- 골든 랑데부 (1977)
- 킬러 인사이드 미 (1976)
- 라스트 타이쿤 (1976)
- 마지막 총잡이 (1976)
- 밀납 인형관의 공포 (1973)
- 나이트 스트랭글러 (1973)
- 살인 괴물의 공포 (1972)
- 바바라 허시의 공황 시대 (1972)
- 섹스에 대해서 알고 싶어하는 모든 것 (1972)
- 더 세븐 미니츠 (1971)
- 허니 브리치스 (1971)
- 헬스 블러디 데블스 (1970)
- 호러 오브 더 블러드 몬스터스 (1970)
- 빅풋 (1970)
- 드라큐라 성의 피 (1969)
- 소녀는 괴로워 (1969)
- 우주 좀비 (1969)
- 0011 나폴레옹 솔로 - 헬리콥터 스파이스 (1968)
- 닥터 테러스 갤러리 오브 호러스 (1967)
- 빌리 더 키드 버서스 드라큐라 (1966)
- 첩보원 0011 (1964)
- 몬스터 가족 (1964)
- 팻시 (1964)
- 샤이안 (1964)
- 리버티 벨런스를 쏜 사나이 (1962)
- 허클베리 핀의 모험 (1960)
- 타잔의 위기 (1960)
- 보난자 (1959)
- 반인간: 흉칙한 스노우맨의 이야기 (1958)
- 프라우드 레벨 (1958)
- 마지막 함성 (1958)
- 제시 제임스 스토리 (1957)
- 코트 제스터 (1956)
- 80일간의 세계일주 (1956)
- 십계 (1956)
- 스트레인저 온 호스백 (1955)
- 딜론 보안관 (1955)
- 허클베리 핀의 모험 (1955)
- 클라이막스! (1954)
- 카사노바의 빅 나이트 (1954)
- 이집트 (1954)
- 쟈니기타 (1954)
- 벨아미의 고백 (1947)
- 드라큐라의 집 (1945)
- 폴린 엔젤 (1945)
- 부두 맨 (1944)
- 미이라의 유령 (1944)
- 돌아온 유인원 인간 (1944)
- 프랑켄슈타인의 집 (1944)
- 히틀러스 매드맨 (1943)
- 마드모아젤 프랑스 (1942)
- 인간 사냥 (1941)
- 늪지의 물 (1941)
- 혈과 사 (1941)
- 브릭햄 영 (1940)
- 채드 한나 (1940)
- 분노의 포도 (1940)
- 배스커빌가의 개 (1939)
- 삼총사 (1939)
- 무법자 제시 제임스 (1939)
- 모호크족의 북소리 (1939)
- 역마차 (1939)
- 유괴 (1938)
- 포맨 앤 프레어 (1938)
- 서브마린 패트롤 (1938)
- 알렉산더의 랙타임 밴드 (1938)
- 오브 휴먼 하츠 (1938)
- 데인저-러브 앳 워크 (1937)
- 굿바이 마이 라이프 (1937)
- 허리케인 (1937)
- 딤플스 (1936)
- 캡틴 재뉴어리 (1936)
- 라모나 (1936)
- 상어섬의 죄수 (1936)
- 메리 오브 스코틀랜드 (1936)
- 가든 오브 알라 (1936)
- 십자군 (1935)
- 검은 고양이 (1934)
- 브라이트 라이츠 (1930)